# Vieringtoren

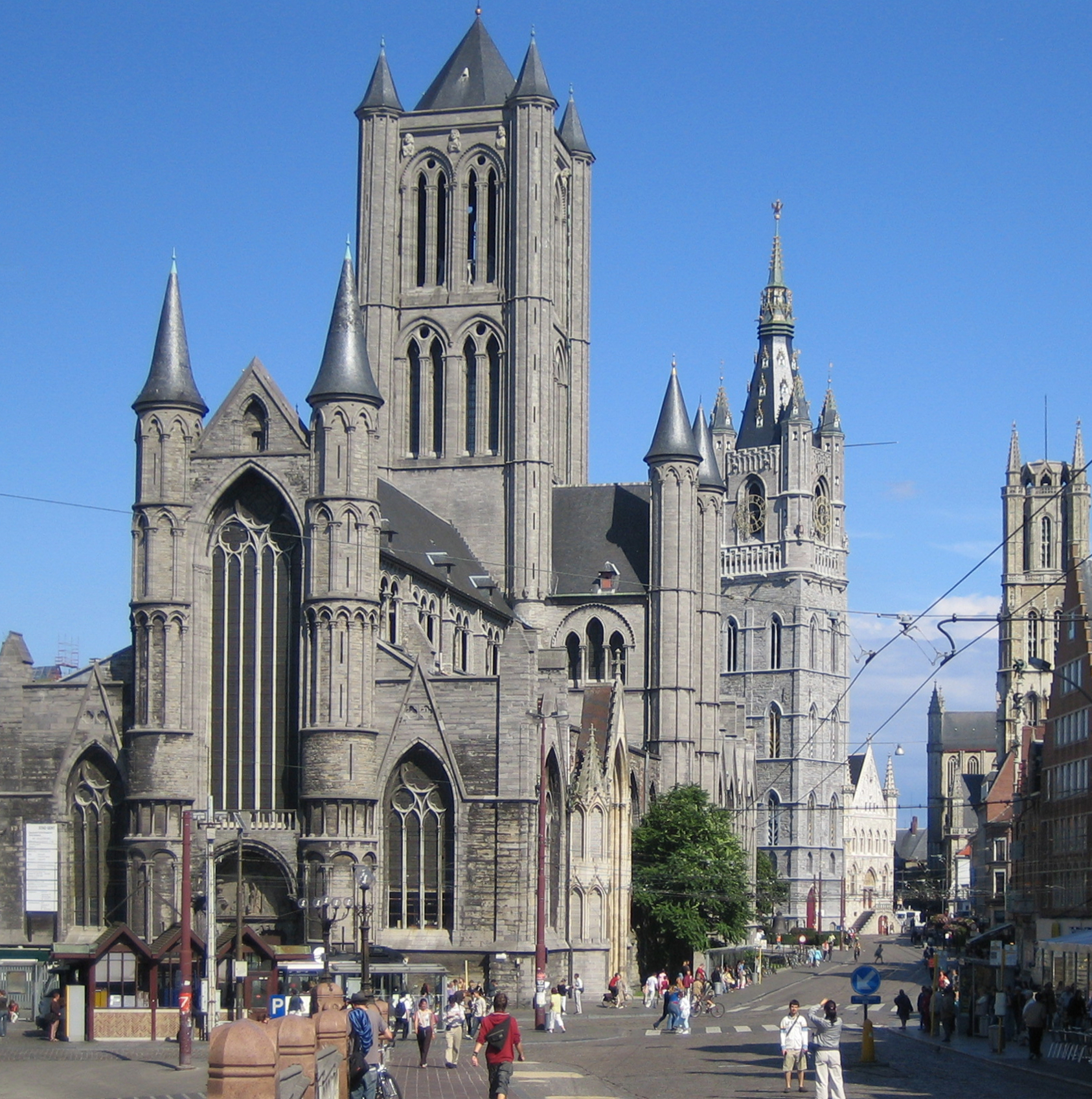
Scheldegotiek: Sint-Niklaaskerk, Gent (2005)

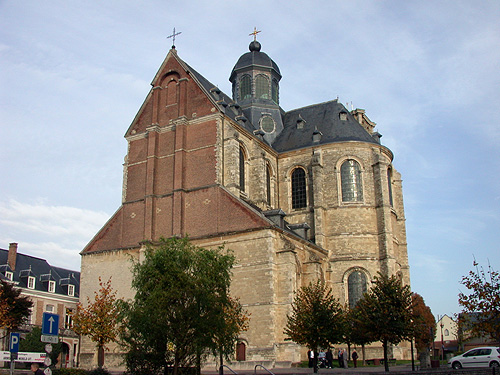
Vooraanzicht Abdijkerk van Grimbergen (2005)

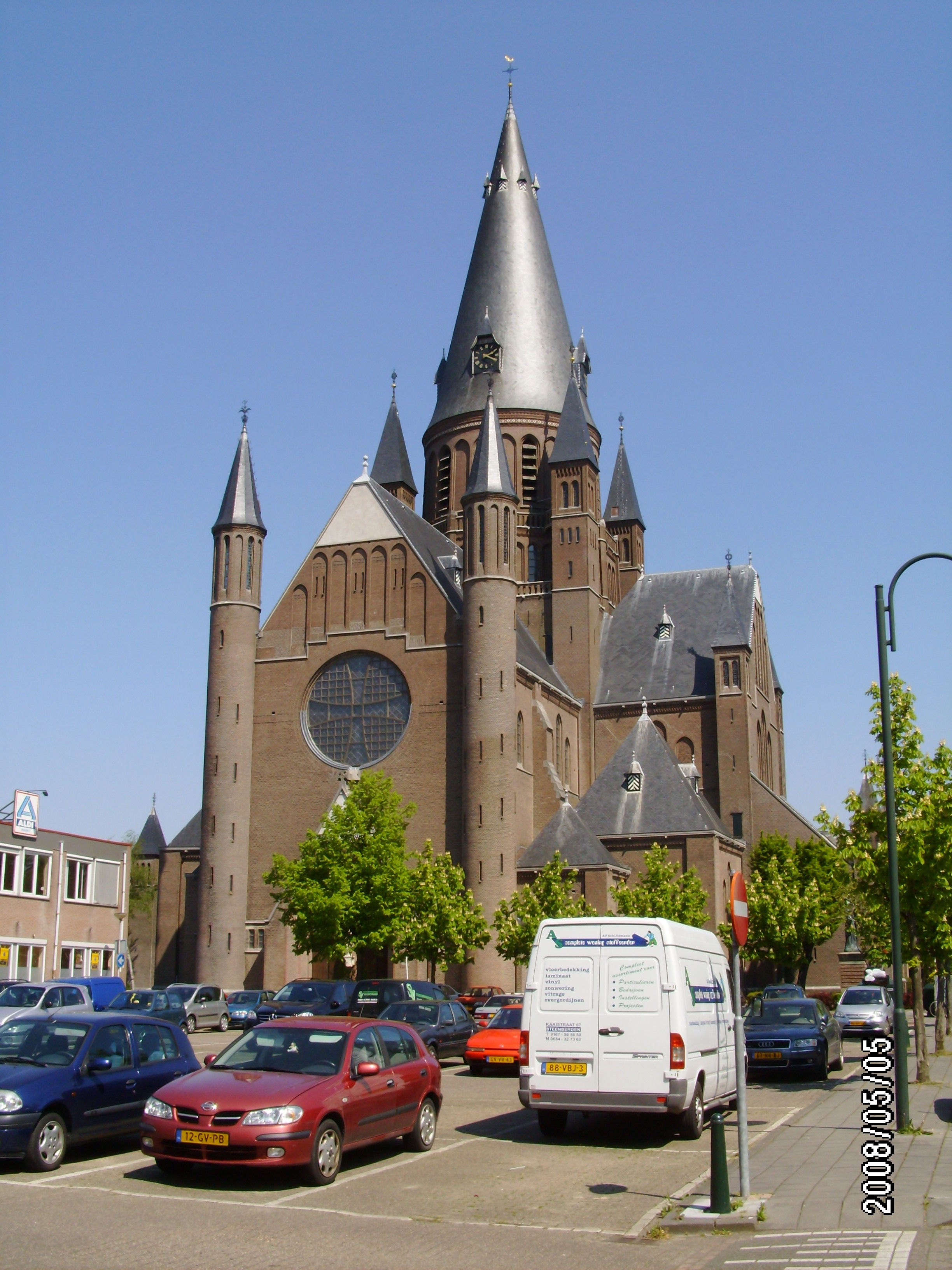
Vieringtoren als hoofdtoren. Gummaruskerk, Steenbergen (2008)

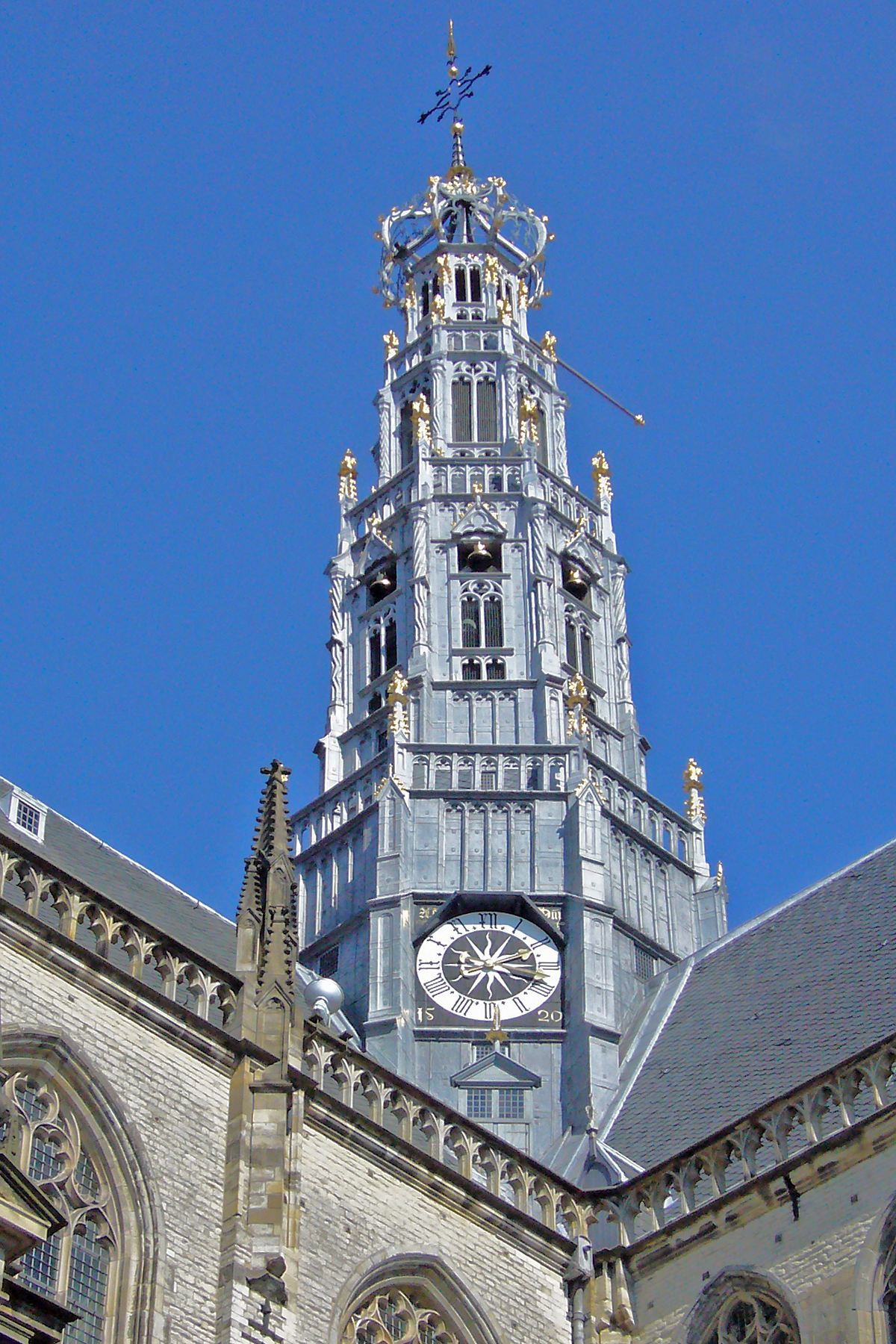
Met lood beklede vieringtoren van de Sint-Bavokerk te Haarlem

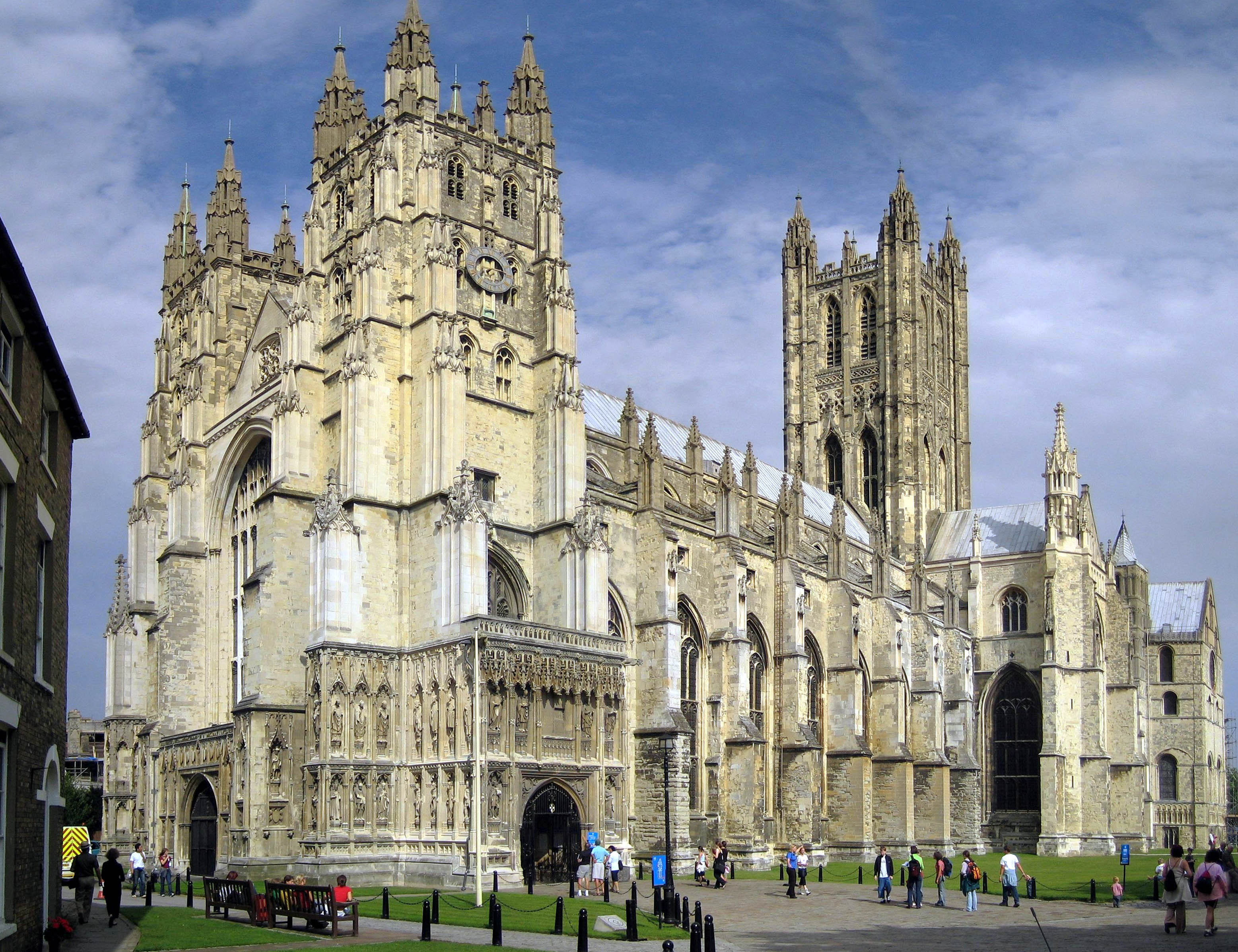
Kathedraal van Canterbury, rechts van het midden de vieringtoren (2005)

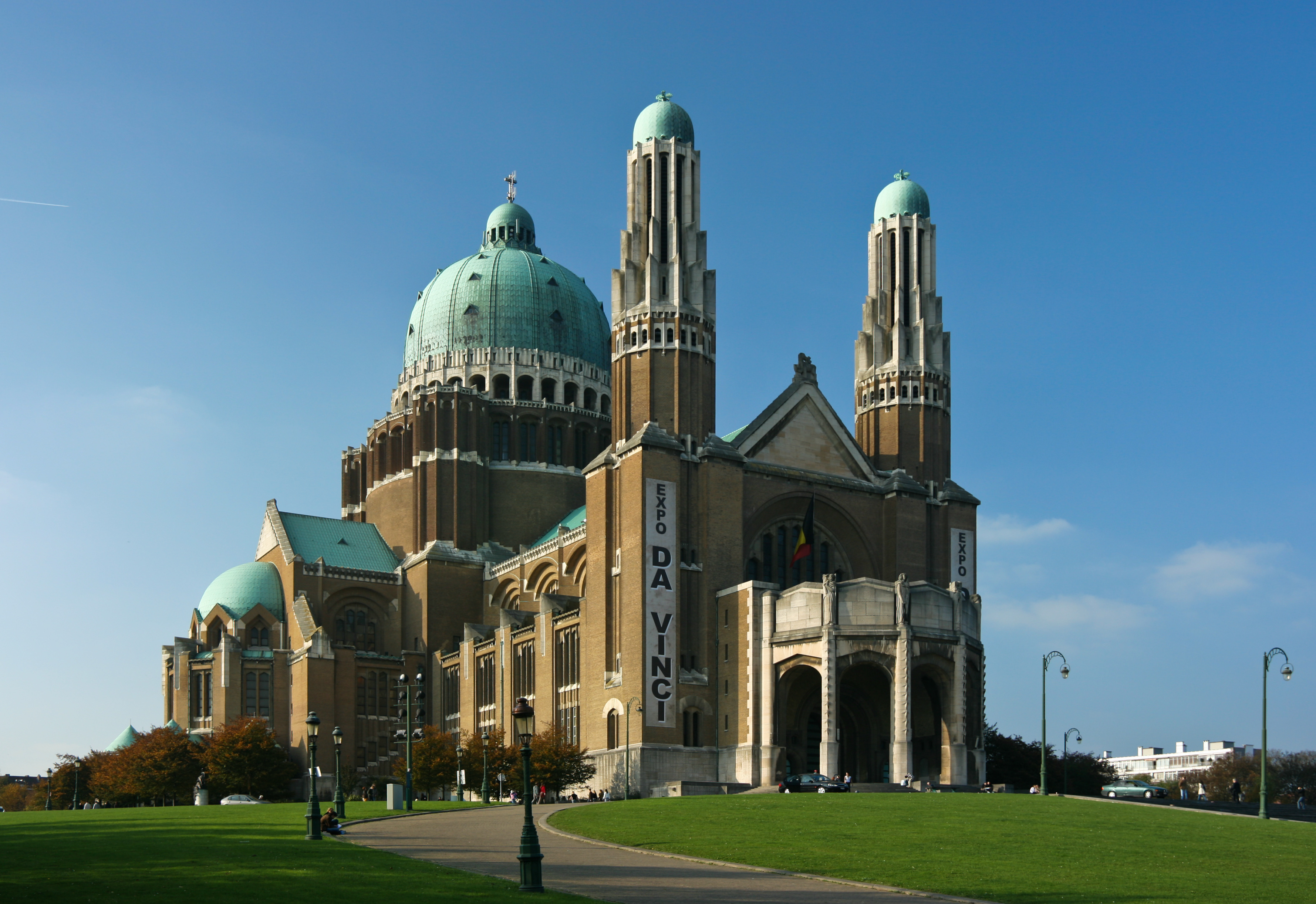
Basiliek van Koekelberg, met in het midden van het kruis de koepel (kruisingskoepel)

Een vieringtoren, kruisingstoren, lantaarntoren of transepttoren is een kerktoren midden op de kruising van een kerk. Indien de vieringtoren een toren is (meestal de klokkentoren in het klein en zonder klokken), noemt men het ook wel een (vierings)dakruiter. Indien de vieringtoren een koepel is, spreekt men van een vieringkoepel en wordt de kerk een kruiskoepelkerk genoemd.
Vieringtorens kunnen gemaakt zijn van steen, maar vaak is dit te zwaar voor de kruispijlers. Daarom worden vieringtorens ook vaak van hout gemaakt, vaak beschermd met een loden bekleding. Soms dient de vieringtoren als klokkentoren.
Een vieringtoren is ook een van de typische kenmerken van de zogenaamde "Scheldegotiek" (naast het gebruik van Doornikse Blauwe Steen, de flankeertorens en de knolkapitelen bovenaan de zuilen binnenin), met misschien als meest representatieve vertegenwoordiger de St-Niklaaskerk in Gent.

## Bekende vieringtorens in België en Nederland
België:
- Sint-Columbakerk (Deerlijk)
- Onze-Lieve-Vrouwekathedraal te Antwerpen
- Kapellekerk te Brussel
- Sint-Niklaaskerk te Gent
- Sint-Servaasbasiliek te Grimbergen
- Sint-Nicolaaskerk te Sint-Niklaas
- Nationale Basiliek van het Heilig Hart, Basiliek van Koekelberg

Nederland:
- Maria Magdalenakerk te Amsterdam (afgebroken)
- Sint-Willibrorduskerk buiten de Veste (Amsterdam)
- Sint-Laurentiuskerk te Breda
- Sint-Brigidakerk te Geldrop
- Grote of Sint-Bavokerk te Haarlem
- Sint-Janskathedraal te 's-Hertogenbosch
- Sint-Willibrordusbasiliek te Hulst in Zeeuws-Vlaanderen
- Sint-Lambertuskerk te Maastricht
- Heilig Hartkerk te Roermond
- Munsterkerk te Roermond
- Basiliek van Onze-Lieve-Vrouw van het Heilig Hart te Sittard
- Sint-Gummaruskerk te Steenbergen, de hoogste vieringtoren van de Lage Landen (83 m)
- Sint-Bernarduskerk te Ulicoten

## Vieringtorens elders in Europa
Ook in de rest van Europa zijn vieringtorens te vinden. In Frankrijk staan vaak ranke vieringtorens (dakruiters) op de gotische kathedralen. In Engeland en Normandië komt een veelvoud aan zware stenen vieringtorens voor. In Duitsland treft men eerder romaanse torens aan.
- De kathedraal van Rouen
- De kathedraal van Bayeux
- De kathedraal Notre-Dame van Parijs
- De kathedraal van Canterbury
- De kathedraal van Salisbury
- De kathedraal van Wells
- De dom van Speyer
- De Sint-Pietersbasiliek te Rome